# (1090) Sumida
(1090) Sumida ist ein Asteroid des Hauptgürtels, der am 20. Februar 1928 vom japanischen Astronomen Okuro Oikawa in Tokio entdeckt wurde. 
Der Name des Asteroiden ist vom Fluss Sumidagawa abgeleitet, der durch Tokio fließt.